# Canarium oleosum
Canarium oleosum là một loài thực vật có hoa trong họ Burseraceae. Loài này được (Lam.) Engl. mô tả khoa học đầu tiên năm 1896.